# سيدريك أميسي
سيدريك أميسي لاعب كرة قدم بوروندي مولود في 20 مارس 1990 يلعب حالياً في نادي القادسية السعودي.

## روابط خارجية
- سيدريك أميسي على موقع الاتحاد الدولي (مؤرشف)  (الإنجليزية)
- سيدريك أميسي على موقع قاعدة بيانات كرة القدم.إي يو (الإنجليزية)
- سيدريك أميسي على موقع ناشيونال فوتبول تيمز (الإنجليزية)
- سيدريك أميسي على موقع Soccerway.com (الإنجليزية)
- سيدريك أميسي على موقع عالم كرة القدم.نت (الإنجليزية)